# Meshuggah
Meshuggah je experimentální metalová kapela vzniklá v Umeå, Švédsko v roce 1987. Line-up kapely se skládá ze zakládajících členů zpěváka Jense Kidmana a kytaristy Fredrika Thordendala, bubeníka Tomase Haake, který se připojil ke kapele v roce 1990, a kytaristy Mårten Hagströma, který se přidal v roce 1993. Kapelou prošlo mnoho baskytaristů a tuto pozici momentálně drží Dick Lövgren od roku 2004.
Meshuggah poprvé upoutali mezinárodní pozornost v roce 1995 vydáním alba Destroy Erase Improve propojením rychlého tempa death metalu, thrash metalu a progresivního metalu s jazzovými prvky. Od vydání alba Nothing v roce 2002 Meshuggah používají podladěné osmistrunné kytary. Meshuggah se stali známými pro jejich inovativní hudební styl, komplexní, polyrytmickou a polymetrickou strukturu skladeb. Kapela byla označena za jednu z deseti nejvýznamnějších hard a heavy kapel podle časopisu Rolling Stone a jako nejvýznamnější skupinu v metalu podle Alternative Press. Meshuggah nedosáhli dosud úspěchu v hlavním proudu, ale jsou významným členem v extrémní undergroundové hudbě.
Nothing a alba, která následovala, se dostala do US žebříčku Billboard 200. V letech 2006 a 2009 byla kapela nominována na švédskou Grammy Award. Nejvíce komerčně úspěšné album Meshuggah je obZen vydané v roce 2008, jež dosáhlo v žebříčku na pozici č. 59 a prodalo se jej 11 400 kopií v prvním týdnu po vydání a 50 000 výtisků v následujících šesti měsících po jeho vydání ve Spojených státech. Od svého vzniku Meshuggah vydali šest studiových alb, pět EP a osm videoklipů. Kapela vystupuje na různých mezinárodních festivalech, včetně Ozzfestu a Downloadu, a turné World Tour obZen v letech 2008 až 2010.

## Současná sestava
- Jens Kidman – Zpěv (1987–dosud), kytara (1987–1992)
- Fredrik Thordendal – Kytara, doprovodné vokály (1987–dosud)
- Tomas Haake – Bicí, mluvené slovo, vokály (1990–dosud)
- Mårten Hagström – Kytara, doprovodné vokály (1993–dosud)
- Dick Lövgren – Baskytara (2004–dosud)

Dřívější členové
- Niklas Lundgren – bicí (1987–1990)
- Peter Nordin – baskytara (1987–1995)
- Gustaf Hielm – baskytara (1995–2001)

## Diskografie
- Psykisk Testbild (EP, 1989)
- Contradictions Collapse (1991)
- None (EP, 1994)
- Selfcaged (EP, 1995)
- Destroy Erase Improve (1995)
- True Human Design (EP, 1997)
- Chaosphere (1998)
- Rare Trax (Kompilace, 2001)
- Nothing (2002)
- I (EP, 2004)
- Catch Thirty-Three (2005)
- Nothing (Re-issue) (2006)
- obZen (2008)
- Koloss (2012)
- The Violent Sleep of Reason (2016)
- Immutable (2022)